# Plaza del Progreso
La Plaza del Progreso es una plaza intramuros ubicada en Jerez de la Frontera (Andalucía, España).

## Historia
La actual Plaza del Progreso ocupa un espacio de intramuros, perteneciente a la judería de Jerez limítrofe con la calle Algarve, zona ocupada por caballeros portugueses que ayudaron a Alfonso X el Sabio en la conquista de la ciudad.
A comienzos del siglo XV, se crea el Hospital de la Misericordia, institución que quedó integrada en 1594 en el Hospital de La Candelaria, en la actual Alameda Cristina.
El edificio que había ocupado dicho hospital pasó a ser Convento de las Hermanas de la Concepción, hasta 1868, cuando a raíz de la revolución de La Gloriosa, el convento es abandonado y posteriormente derribado. 
En 1890 la plaza es embellecida y ajardinada, y acoge un mercadillo.
Hasta los años 1960, en la plaza estuvo el busto del escrito jerezano de Luis Coloma, actualmente ubicado en la plaza del Arroyo.
A mitad de los años 1990, tras un intenso proceso de peatonalización, se añadió un parque infantil urbano.